# Air Express Ltd
Air Express Limited est une compagnie aérienne cargo australienne disparue.
Créé durant les années 1950 sur l'aérodrome d'Archerfield (Brisbane) Air Express a assuré un service régulier Cairns-Port Moresby, entre Melbourne, King Island et Launceston, et des affrètements divers en Australie et Tasmanie. Air Express a aussi assuré la maintenance et les grandes révisions pour d'autres compagnies aériennes. Rachetée en 1977 par Signet Insurance Group, Air Express a cessé ses activités durant les années 1980.

## Avions utilisés

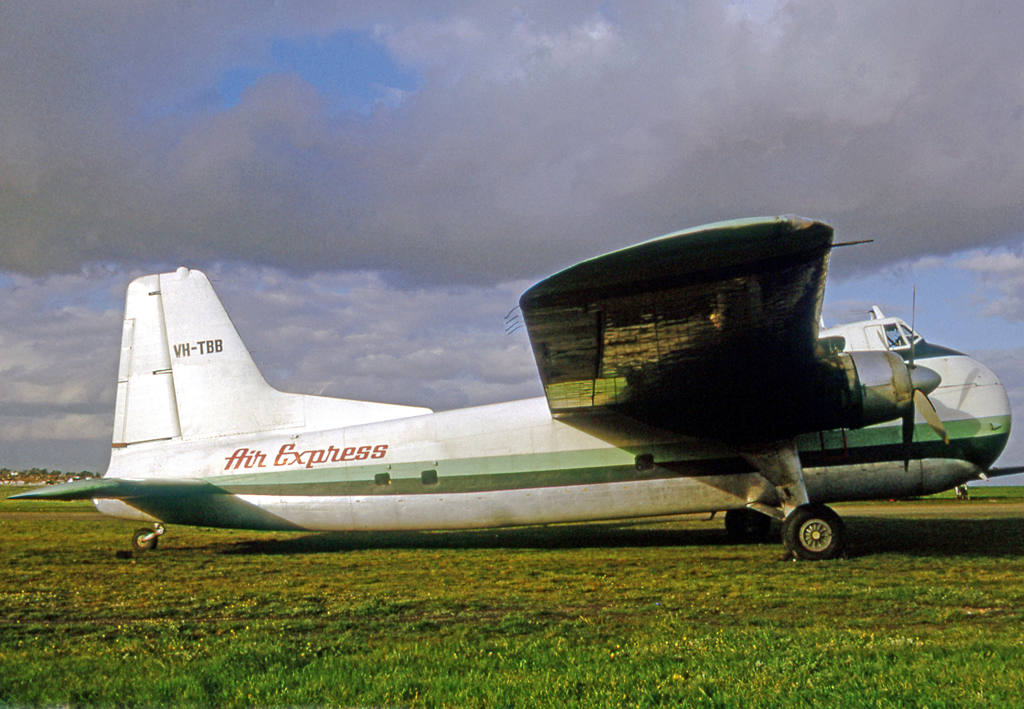
Bristol 170 d'Air Express en 1970

- Bristol Freighter : VH-ADL, VH-SJG, VH-TBB
- Douglas DC-4 : VH-EDA, VH-EDB.